# Rosa beggeriana
Espèce
Rosa beggeriana est une espèce de plantes à fleurs de la famille des Rosaceae. C'est un rosier classé dans la section des Gymnocarpae, originaire d'Afghanistan, de Chine (Gansu, Xinjiang), du Kazakhstan et de Mongolie.
On le rencontre dans les régions montagneuses, entre 900 et 2 000 m d'altitude, notamment sur les rives des cours d'eau et les bords de routes.
Cette espèce a été découverte par le naturaliste allemand de la Baltique Alexander Gustav von Schrenk lors d'une expédition au Turkestan (intégré à l'Empire russe) et décrite pour la première fois sous son nom actuel en 1841.

## Variétés
Il en existe deux variétés :
- Rosa beggeriana var. beggeriana
- Rosa beggeriana var. lioui (T. T. Yü & H. T. Tsai) T. T. Yü & T. C. Ku., au feuillage pubescent sur les deux faces.

## Synonymie
- Rosa anserinaefolia Boiss.
- Rosa silverhielmii Schrenk
- Rosa iliensis Chrshan.

## Description[1]
C'est un buisson haut de 2,5 mètres, aux tiges munies d'aiguillons crochus. Les jeunes pousses sont rouge brun.
Les feuilles sont d'un vert grisâtre et comptent en général sept folioles.
Les petites fleurs blanches, simples, groupées en corymbes abondants, fleurissent longuement en début d'été et sont suivies de petits fruits arrondis, de 5 à 10 mm de diamètre, de couleur orange virant ultérieurement au rouge pourpre foncé.

## Utilisation
Introduit en Europe occidentale vers 1880, il est rarement cultivé aujourd'hui, disponible dans de rares pépinières.